# Гловер, Джейн
Дама Джейн Элисон Гловер (DBE, англ. Dame Jane Alison Glover, род. 13 мая 1949, Helmsley, Норт-Йоркшир) — британский дирижёр и музыковед. Дама-командор Ордена Британской империи

## Биография
Джейн Гловер родилась в Хелмсли, училась в Монмутской школе для девочек. Её отец, Роберт Финли Гловер, был директором школы, благодаря этому Джейн в 16 лет познакомилась с Бенджамином Бриттеном и Питером Пирсом, встреча, по словам самой Джейн, произвела на неё неизгладимое впечатление.
Обучалась музыке на бакалавриате в колледже Св. Хью в Оксфорде, получила степень доктора философии (PhD) по Венецианской опере XVII века. Гловер опубликовала биографию Франческо Кавалли в 1978 году, включив в неё материалы, взятые из своей докторской диссертации.
В 1990 году, внеся значительное пожертвование, Джейн Гловер открыла в память о своём отце Музыкальную школу Гловера в школе Монмут. 
Гловер начала дирижировать ещё будучи студенткой в Оксфорде в постановке «Аталии». В октябре 1973 года она впервые дирижировала оперой Франческо Кавалли «Розинда» в Оперном клубе Оксфордского университета. Дебютировала на Wexford Festival Opera в 1975 году с первым современным исполнением ещё одной оперы Кавалли — «Эритреи», приняла участие в Глайндборнском оперном фестивале в 1979 году. С 1981 по 1985 год она была музыкальным руководителем Глайндборнской гастрольной оперы. Исполняла одновременно обязанности главного дирижёра, и главного приглашенного дирижёра Хаддерсфилдского хорового общества и продолжает работать с хором на полурегулярной основе. Дирижировала мировой премьерой Il Giardino Стивена Оливера на фестивале в Батиньяно в 1977 году.
В 1980-х годов Гловер активно работала на телевидении BBC, в том числе вела серии передач «Оркестр с Джейн Гловер» в 1983 году и «Моцарт — Его жизнь с музыкой» в 1985 году.
Гловер была музыкальным руководителем London Mozart Players с 1984 по 1991 год. Гловер входила в совет управляющих BBC с 1990 по 1995 год. С 2002 года она была музыкальным руководителем Чикагского ансамбля «Музыка барокко».
Джейн Гловер имеет ряд почетных степеней нескольких университетов, является членом Королевского колледжа музыки и с 2009 года является художественным руководителем оперы в Королевской музыкальной академии . 18 марта 2011 года она дирижировала мировой премьерой оперы Питера Максвелла Дэвиса «Коммилитонен»! в Академии. 
Джейн Гловер была удостоена звания Командора Ордена Британской империи (CBE) (2003), а в 2021 году Дамой-командором Ордена (DBE) за заслуги в развитии музыкального искусства.
В сентябре 2005 года в издательстве Макмиллан вышла в свет книга Джейн Гловер «Женщины Моцарта: его семья, его друзья, его музыка». В книге исследуется, в какой степени окружающие Моцарта женщины — его мать, сестра, жена и сестры его жены — повлияли на его развитие как композитора. В 2018 году была опубликована её книга «Гендель в Лондоне: создание гения», в которой работа композитора, «музыкального гения-иммигранта» рассматривается в социальном и политическом контексте эпохи.